# Diocesi di Dapaong
La diocesi di Dapaong (in latino Dioecesis Dapaongana) è una sede della Chiesa cattolica in Togo suffraganea dell'arcidiocesi di Lomé. Nel 2021 contava 117.376 battezzati su 929.666 abitanti. È retta dal vescovo Dominique Banlène Guigbile.

## Territorio
La diocesi comprende l'intera Regione delle Savane, nella parte settentrionale del Togo.
Sede vescovile è la città di Dapaong, dove si trova la cattedrale di San Carlo Lwanga.
Il territorio è suddiviso in 20 parrocchie.

## Storia
La prefettura apostolica di Dapango fu eretta il 1º marzo 1960 con la bolla Ex quo tempore di papa Giovanni XXIII, ricavandone il territorio dalla diocesi di Sokodé.
Il 6 luglio 1965 è stata elevata a diocesi con la bolla Quod universo hominum di papa Paolo VI e il 3 dicembre 1990 ha assunto il nome attuale di diocesi di Dapaong.

## Cronotassi dei vescovi
Si omettono i periodi di sede vacante non superiori ai 2 anni o non storicamente accertati.
- Barthélemy-Pierre-Joseph-Marie-Henri Hanrion, O.F.M. † (29 marzo 1960 - 18 settembre 1984 dimesso)
  - Sede vacante (1984-1990)
- Jacques Tukumbé Nyimbusède Anyilunda (3 dicembre 1990 - 15 novembre 2016 dimesso)
- Dominique Banlène Guigbile, dal 15 novembre 2016

## Statistiche
La diocesi nel 2021 su una popolazione di 929.666 persone contava 117.376 battezzati, corrispondenti al 12,6% del totale.
| anno | popolazione | popolazione | popolazione | presbiteri | presbiteri | presbiteri | presbiteri                | diaconi | religiosi | religiosi | parrocchie |
| anno | battezzati  | totale      | %           | numero     | secolari   | regolari   | battezzati per presbitero | diaconi | uomini    | donne     | parrocchie |
| ---- | ----------- | ----------- | ----------- | ---------- | ---------- | ---------- | ------------------------- | ------- | --------- | --------- | ---------- |
| 1970 | 5.429       | 280.853     | 1,9         | 14         |            | 14         | 387                       |         | 17        | 30        | 5          |
| 1980 | 9.200       | 333.000     | 2,8         | 30         | 6          | 24         | 306                       |         | 32        | 35        | 13         |
| 1990 | 16.500      | 442.000     | 3,7         | 46         | 15         | 31         | 358                       |         | 52        | 50        | 10         |
| 1999 | 33.709      | 542.914     | 6,2         | 35         | 12         | 23         | 963                       |         | 56        | 66        | 13         |
| 2000 | 35.577      | 560.633     | 6,3         | 37         | 17         | 20         | 961                       |         | 52        | 68        | 13         |
| 2001 | 38.174      | 590.187     | 6,5         | 37         | 15         | 22         | 1.031                     |         | 53        | 71        | 13         |
| 2002 | 35.819      | 590.187     | 6,1         | 35         | 8          | 27         | 1.023                     |         | 63        | 71        | 13         |
| 2003 | 25.233      | 593.598     | 4,3         | 42         | 14         | 28         | 600                       |         | 60        | 70        | 13         |
| 2004 | ?           | 597.180     | ?           | 37         | 16         | 21         | ?                         |         | 47        | 70        | 14         |
| 2006 | 41.746      | 599.000     | 7,0         | 42         | 24         | 18         | 993                       |         | 47        | 69        | 14         |
| 2007 | 45.008      | 613.000     | 7,3         | 40         | 21         | 19         | 1.125                     | 2       | 51        | 67        | 14         |
| 2013 | 60.778      | 741.929     | 8,2         | 50         | 30         | 20         | 1.215                     |         | 49        | 68        | 16         |
| 2016 | 74.437      | 838.957     | 8,9         | 63         | 34         | 29         | 1.181                     |         | 66        | 68        | 19         |
| 2019 | 84.000      | 896.310     | 9,4         | 70         | 42         | 28         | 1.200                     |         | 59        | 68        | 19         |
| 2021 | 117.376     | 929.666     | 12,6        | 69         | 41         | 28         | 1.701                     |         | 52        | 71        | 20         |